# Jełowino
Jełowino (ros. Еловино) – wieś w Rosji, w rejonie kiczmiengsko-gorodieckim obwodu wołogodzkiego. W 2010 r. liczyła 256 mieszkańców.